# Презумпция
Презумпцията (лат. prаesumptio) е правно-техническо средство, чрез което се установяват връзки между един известен факт от действителността, от който се съди за наличието на втори неизвестен факт, от което следват определени правни последици. Презумпциите са предположения, въздигнати от законодателя в правна норма, които улесняват доказването на определените в тях факти. В правото презумпциите са заключения, които правораздаващите органи извличат от един известен факт за друг неизвестен факт.

### Видове презумпции

#### Според това дали са закрепени в правните актове или не
Презумпциите могат да бъдат законови или човешки, в зависимост от това дали са предвидени в закона или следват човешката логика.
- законови (юридически, praesumptio juris) – те са споменати в изричен текст от закона.
- човешки (фактически, praesumptiones hominis)- човешките презумпции са част от човешкото мислене, те са логични и юридическата обосновка често е основана на тях.

#### Според възможността да бъдат опровергавани
Законовите презумпции (предположения) биват оборими и необорими, в зависимост от това дали могат да бъдат оспорвани:
- оборими (prаesumptio juris tantum) – предположението може да бъде оборено, но страната, която иска да го обори носи тежестта на доказване (onus probandi); т.е. задължението да докаже обратното – че факта, който се предполага, че се е осъществил не се е случил. Страната, която твърди факта за осъществен, следва да проведе пълно доказване на презумпционната предпоставка (факт или фактически състав). Страната, която твърди, че фактът не се е осъществил трябва да проведе обратно доказване, което следва да е пълно - когато оборва презюмирания факт; или непълно - когато поставя под съмнение, осъществяването на презумпционната предпоставка. Типичен пример за оборима презумпция е презумпцията за невинност - предположение, че лицето не е виновно, докато не бъде доказано обратното, или презумпцията за бащинство – предположението, че баща на роденото от брак дете е съпругът на майката.
- необорими (prаesumptio juris et de jure) презумпции – не допускат оборването на предположението за факта, който те съдържат. При този вид презумпции, ако страната докаже презумпционната предпоставка (факт или фактически състав), съдът приема безусловно, че презюмираният факт е осъществен. Спрямо презумпционната предпоставка следва да бъде проведено пълно доказване. Насрещната страна може да оборва единствено презумпционната предпоставка, без да разполага с възможност да доказва неосъществяването на презюмирания факт. Тези презумпции са сходни до фикциите, като фикциите се основават на съзнателно отклонение на действителността, а при необоримите презумпции установеното в тях предположение за факт трябва да отговаря на действителността.

#### Според вида на правния дял
- процесуалноправни – те са винаги оборими;
- материалноправни – те са необорими.

#### Според сферата на действие
- общоправни – действат във всички отрасли (презумпциите за добросъвестност на правните субекти, за истинност и законност на публичноправните актове, за познаване на законите);
- междуотраслови – например презумпцията за вина в гражданските отрасли;
- отраслови – например презумпцията за бащинство в семейното право;

### Съотношение между презумпция и фикция
Фикцията представлява правна конструкция, при която от наличието на един факт, законът приема за установен друг факт, без последният да е бил реално осъществен. В определени случаи той дори е невъзможен – (напр. при откриване на наследството, онзи който е бил заченат се счита за роден). При презумпциите също е налице предположение за факт, но той е възможен или вероятен, докато при фикциите фактът е винаги неосъществен.